# O Gud, min Gud, jag prisar dig
O Gud, min Gud, jag prisar dig är en svensk psalm med fem verser skriven 1887 av Nils Frykman. Musiken är komponerade 1883 av Frykman.

## Publicerad i
- Svenska Missionsförbundets sångbok (1951) nr 714, under rubriken "Dagar och tider - Nyår".[1]

### Fotnoter
1. 1 2   Sånger och psalmer musik och text : för enskilt och offentligt bruk. Stockholm: Missionsförb. 1951. Libris 3387612